# Sluis Leidschendam
De Sluis Leidschendam is een schutsluis met puntdeuren in het Rijn-Schiekanaal in de woonkern Leidschendam van de gemeente Leidschendam-Voorburg, in de Nederlandse provincie Zuid-Holland. De vaarweg is CEMT-klasse IIa.
De kolk is door een tussendeur te verdelen in twee kolken. Kolkbreedte noordelijke schutkolk 7,00 m. Drempeldiepte noordzijde KP –2,29 m, zuidzijde KP -2,49 m Kolklengte 75,00 m, schutlengte 69,00 m, breedte zuidelijke schutkolk 14,50 m. De max. toegestane afmetingen zijn echter 60,00 m lang, 6,85 m breed en 2,00 m diepgang. Over beide sluishoofden ligt een ophaalbrug met een doorvaarthoogte in gesloten stand van 0,90 m. De genoemde diepgang geldt tot een
waterstand van NAP –0,50 m.
De sluis ligt ongeveer op de plaats waar vroeger de Vliet was afgedamd. Van 1281 tot 1648 was hier, als onderdeel van de landscheiding (grens) tussen de hoogheemraadschappen Rijnland en Delfland een overtoom, pas daarna werd een sluis gebouwd. De dam en de sluis waren en zijn nodig vanwege het verschil in waterpeil tussen de twee waterschappen: Delfland hanteert thans een peil van NAP –0.43m en Rijnland hanteert een peil van NAP –0,62m in de winter en NAP –0,59m in de zomer. Tot aan de vorming van de gemeente Leidschendam in 1938 lag op de ene oever de gemeente Veur en op de andere Stompwijk.

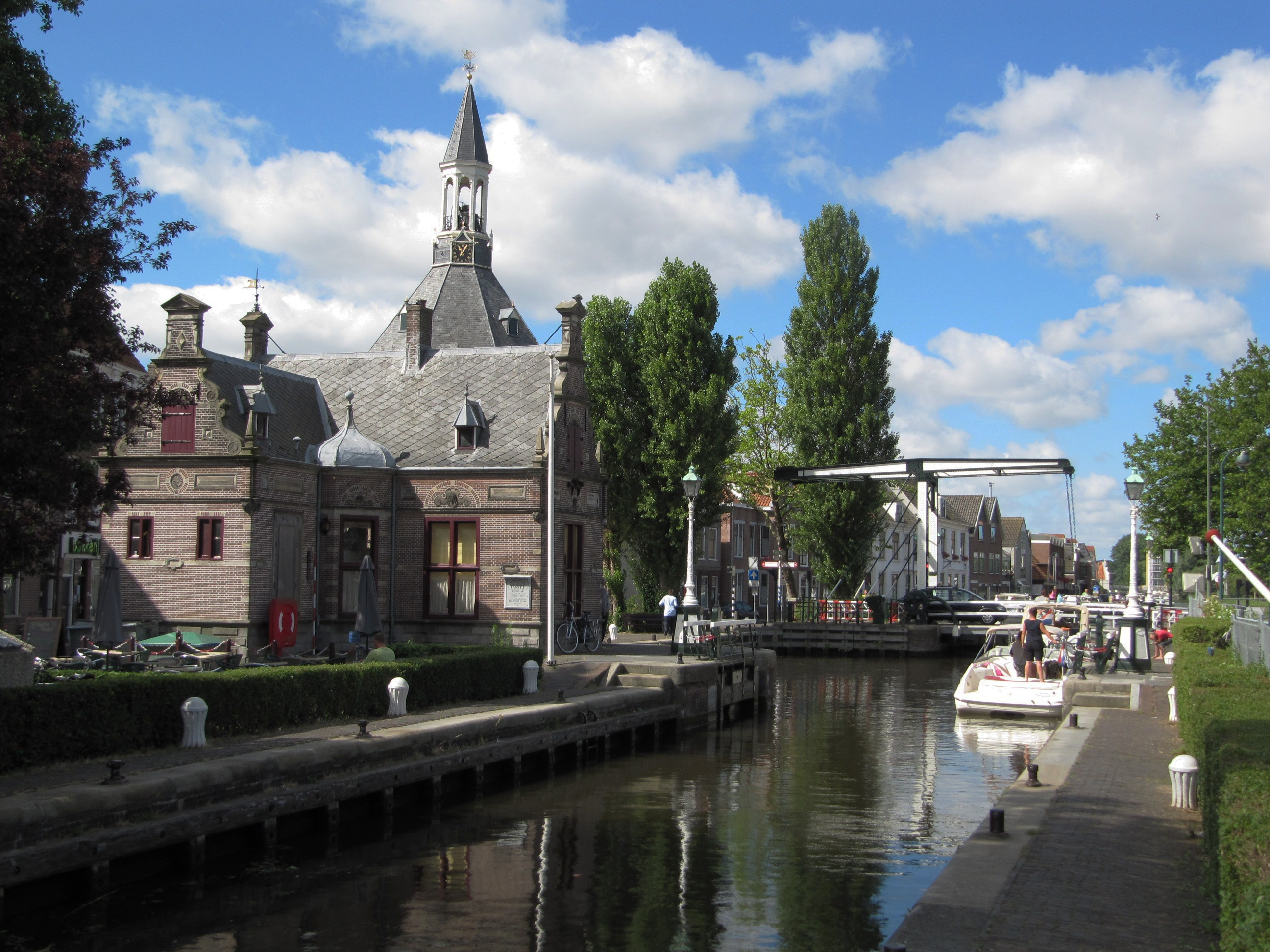
Sluiskolk en kantoor, met op de achtergrond de Dorpskerk

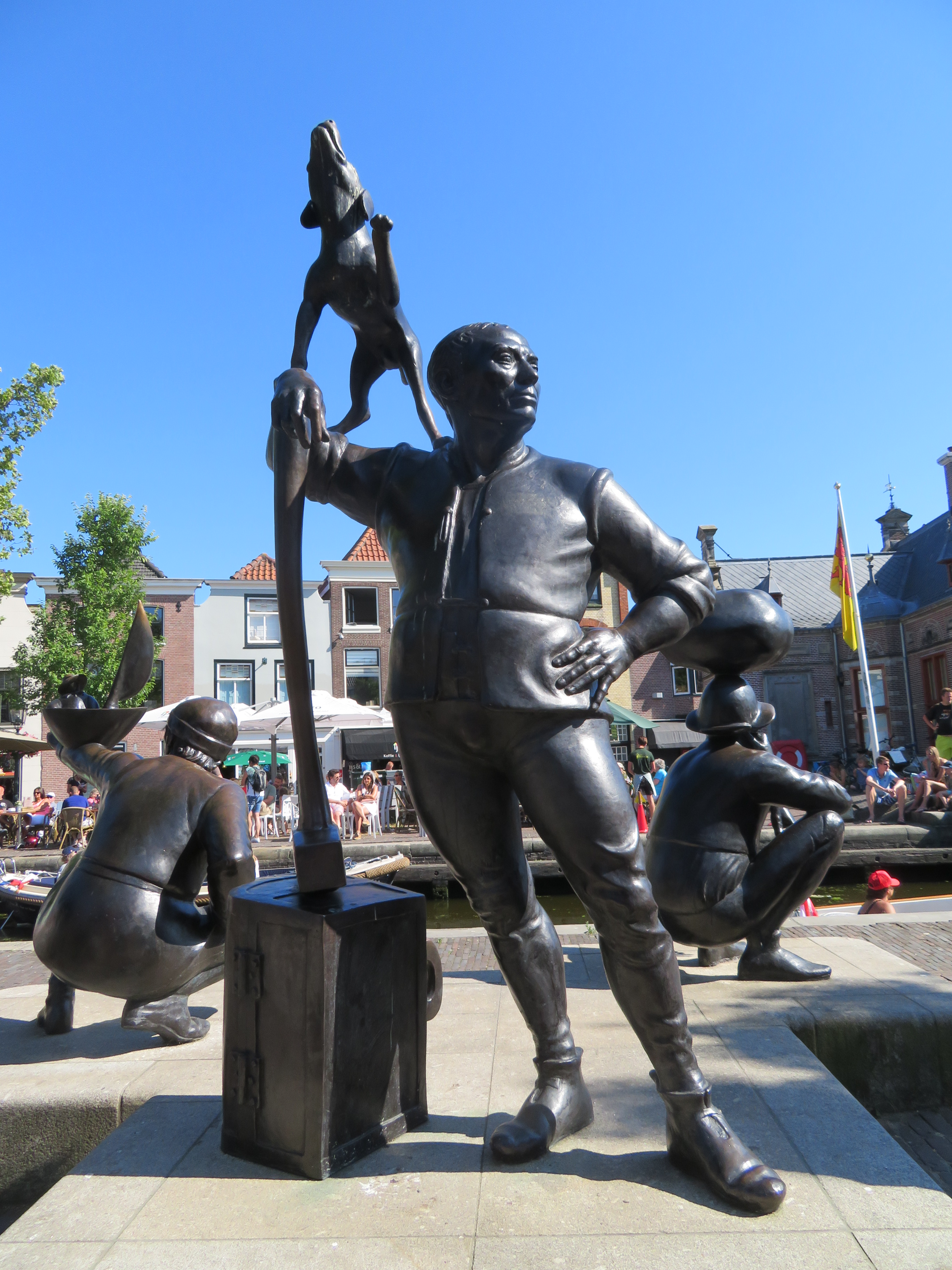
De Damwachters, bronzen kunstwerk van Hans Kuyper naast de sluis

De huidige sluis is gebouwd tussen 1886 en 1888 en ligt in het verlengde van de Damlaan, tot voor kort de belangrijkste verkeersader van het dorp. De ophaalbruggen over de monumentale sluis zijn zeer smal en het autoverkeer ondervond tot aan de voltooiing van de Sijtwendetunnel in 2003 veel hinder van wachttijden voor de bruggen bij de sluis. De ophaalbruggen zijn gebouwd in 1889. Het gehele sluiscomplex met beide bruggen staat sinds 1998 op de Rijksmonumentenlijst.
De sluis was handbediend en is in 2006 geheel gerenoveerd en geëlektrificeerd. Er wordt tegenwoordig ook geen sluisgeld meer geheven. De sluis wordt bediend door de Provincie Zuid-Holland vanuit de Bedieningscentrale Leidschendam en staat op marifoonkanaal 18.
Maart 2013 werd er een beeldengroep geplaatst, die de geschiedenis symboliseert.